# اتو براون
اتو براون (انگلیسی: Otto Braun؛ زاده ۲۸ january ۱۸۷۲-درگذشته ۱۴ دسامبر ۱۹۵۵ (۸۳ سال)) یک سیاست‌مدار اهل آلمان بود.